# Ramsay Round
Die Ramsay Round, auch als Charlie Ramsay Round bekannt, ist eine Langdistanz-Berglauf-Herausforderung in der Nähe von Fort William in Schottland. 

## Überblick
Die Route ist etwa 93 km lang und führt über 24 Gipfel mit einem Gesamtanstieg von etwa 8700 m. Der Ben Nevis, der höchste Berg Großbritanniens liegt zusammen mit 22 anderen Munros auf der Strecke. Ursprünglich handelte es sich bei allen 24 Bergen auf der Strecke um Munros, aber dem Sgurr an Iubhair wurde der Munrostatus 1997 aberkannt. Die Strecke wurde von Charlie Ramsay als Erweiterung der Tranters Round, einer bereits existierenden 24-Stunden-Wanderstrecke, entwickelt und das erste Mal von ihm vom 8. auf den 9. Juli 1978 abgeschlossen.
Charlies Erfolg erschuf die klassische Schottische Runde als Equivalent der Paddy Buckley Round, die wiederum das walisische Equivalent der Bob Graham Round ist. Teilnehmer müssen die Route zu Fuß absolvieren und starten und enden an der Jugendherberge im Glen Nevis. Die Runde kann sowohl im als auch gegen den Uhrzeigersinn gelaufen werden, jedoch müssen alle Gipfel in der richtigen Reihenfolge überlaufen werden.
Bis Juni 2015 war Adrian Belton aus Baslow in Derbyshire mit 18 Stunden und 23 Minuten der Rekordhalter. Am 12. Juni 2015 wurde dieser Rekord von Jez Bragg mit 18 Stunden und 12 Minuten gebrochen. Kurze Zeit später, am 5. Juli 2015 wurde dieser Rekord wiederum von Jon Ascroft mit 16 Stunden und 59 Minuten unterboten.
Am Samstag, den 18. Juni 2016 stellte wiederum Jasmin Paris einen neuen Rekord – sowohl für Frauen als auch für Männer – auf, indem sie den bisherigen Rekord um 46 Minuten auf 16 Stunden und 13 Minuten reduzierte. Zuvor hatte Nicky Spinks am 31. Mai 2014 mit 19 Stunden und 39 Minuten im Uhrzeigersinn den vorherigen Rekord von Helene Diamantides gebrochen.
Eine neue Bestzeit stellte Es Tresidder am 6. Juli 2019 mit 16 Stunden und 12 Minuten auf. Dieser Rekord wurde am 31. August 2020 wiederum von Finlay Wild mit 14 Stunden und 42 Minuten geknackt.

## Strecke
Dies ist die originale Strecke gegen den Uhrzeigersinn, wie sie von Charlie Ramsay absolviert wurde:
| Gipfel |                          | Höhe in Metern | Bild |
| ------ | ------------------------ | -------------- | ---- |
| Start  | Glen Nevis Youth Hostel  | ~20            |      |
| 1      | Mullach nan Coirean      | 939            |      |
| 2      | Stob Bàn                 | 999            |      |
| 3      | Sgùrr a’ Mhàim           | 1099           |      |
| 4      | Sgùrr an Iubhair         | 1001           |      |
| 5      | Am Bodach                | 1032           |      |
| 6      | Stob Coire a’ Chàirn     | 981            |      |
| 7      | An Gearanach             | 982            |      |
| 8      | Na Gruagaichean          | 1056           |      |
| 9      | Binnein Mòr              | 1130           |      |
| 10     | Binnein Beag             | 943            |      |
| 11     | Sgùrr Eilde Mòr          | 1010           |      |
| 12     | Beinn na Lap             | 937            |      |
| 13     | Chno Dearg               | 1046           |      |
| 14     | Stob Coire Sgrìodain     | 979            |      |
| 15     | Stob a’ Choire Mheadhoin | 1105           |      |
| 16     | Stob Coire Easain        | 1115           |      |
| 17     | Stob Bàn                 | 977            |      |
| 18     | Stob Choire Claurigh     | 1177           |      |
| 19     | Stob Coire an Laoigh     | 1116           |      |
| 20     | Sgùrr Choinnich Mòr      | 1094           |      |
| 21     | Aonach Beag              | 1234           |      |
| 22     | Aonach Mòr               | 1221           |      |
| 23     | Carn Mor Dearg           | 1223           |      |
| 24     | Ben Nevis                | 1345           |      |
| Ziel   | Glen Nevis Youth Hostel  | ~20            |      |